# Законопроєкти про заборону пропаганди гомосексуальності в Україні
У Верховній Раді України в період VI скликання вносилося декілька законопроєктів про заборону пропаганди гомосексуальності в Україні. Більшість з них вже були зняті з розгляду. Проєкт закону «Про внесення змін до деяких законодавчих актів відносно захисту прав дітей на безпечний інформаційний простір», запропонований Євгеном Царьковим, 2 жовтня 2012 року вже був ухвалений парламентом України в першому читанні. Подальші читання законопроєкту відтоді не проводилися.
Більшість цих законопроектів так чи інакше є калькою з російських аналогів, а їхні автори — членами проросійських партій — Партії регіонів та КПУ, які найбільш активно пропагували ці відверто гомофобні законопроєкти, які не тільки обмежували у правах представників ЛГБТ-спільноти і офіційно дозволяли дискримінацію за ознакою сексуальної орієнтації і гендерної ідентичності, але і могли використовуватися для перешкоджання діяльності вільних медіа та правозахисних організацій.

## Законодавчі ініціативи

### Законопроєкт Царькова
Проєкт № 8711 закону «Про внесення змін до деяких законодавчих актів відносно захисту прав дітей на безпечний інформаційний простір» був внесений у Верховну Раду України VI скликання 20 червня 2011 року групою авторів, якими були Євген Царьков (фракція Комуністичної партії), Катерина Лук'янова, Лілія Григорович (фракція Блоку «Наша Україна — Народна самооборона»), Павло Унгурян («Блок Юлії Тимошенко — Батьківщина»), Юлія Ковалевська (Партія регіонів), Тарас Чорновіл (депутатська група «Реформи в ім'я майбутнього»).
Законопроєкт № 8711 вносить зміни до закону про «Захист суспільної моралі». Поправки передбачають заборону виробництва і поширення продукції, що пропагує гомосексуальність. Під гомосексуальністю закон розуміє стосунки сексуального характеру між особами однієї статі. Зміни вносяться в закони «Про друкарські засоби масової інформації», «Про телебачення і радіомовлення» і «Про видавничу справу», метою яких є заборона на використання засобів масової інформації для пропаганди гомосексуальності.
Також вводиться кримінальна відповідальність за ввезення, виробництво та поширення творів з пропагандою гомосексуальності разом з творами, що пропагують насильство, жорстокість, расову, національну і релігійну нетерпимість і дискримінацію. Згідно з документом, такі діяння повинні каратися штрафом до 300 неоподатковуваних мінімумів доходів громадян (5100 гривень) або позбавленням волі на термін від трьох до п'яти років.
Пояснювальна записка законопроєкту стверджує, що поширення гомосексуальності веде до епідемії ВІЛ/СНІДу, руйнує інститут сім'ї і може привести до демографічної кризи, у зв'язку з чим погрожує національній безпеці України.
Рада VI скликання так і не змогла ухвалити цей законопроєкт, і 2 жовтня 2012 року він був прийнятий в першому читанні Радою наступного VII скликання. Документ підтримали 289 депутатів з 350 (при мінімально необхідних 226). Законопроєкт також підтримав голова Верховної Ради Володимир Литвин.
У Верховній раді VII скликання законопроєкт, відомий раніше під № 8711, отримав інший номер — № 0945.
У грудні 2014 року секретаріат парламентського комітету з питань свободи слова та інформаційної політики роз'яснив, що проєкт Закону України «Про внесення змін до деяких законодавчих актів (щодо захисту прав дітей на безпечний інформаційний простір)» від 20 червня 2011 року «відхилено та знято з розгляду як такий, що не був включений […] до порядку денного роботи п'ятої сесії Верховної Ради України VII скликання у відповідності до статей 22 та 107 Регламенту Верховної Ради України».

### Законопроєкт Колесніченка
30 березня 2012 року у Верховній Раді був зареєстрований ще один законопроєкт № 10290, спрямований на заборону пропаганди гомосексуальності. Проєкт закону «Про заборону спрямованої на дітей пропаганди гомосексуальності» був запропонований депутатом Вадимом Колесніченком (Партія регіонів).
Документ зараховував до пропаганди гомосексуальності проведення мітингів, парадів, акцій, пікетів і демонстрацій, метою яких є умисне поширення будь-якої позитивної інформації про гомосексуальність; проведення уроків, тематичних бесід, інтерактивних ігор, виховних годин, факультативів, а також поширення у школах будь-якої інформації на тему гомосексуальності; поширення в засобах масової інформації повідомлень, статей про гомосексуальність або закликів у будь-якій формі до гомосексуального способу життя. Проте, згідно з проєктом закону, пропагандою гомосексуалгомосексуальності не є поширення ідей толерантності по відношенню до ЛГБТ, а також проведення мітингів, демонстрацій і інших масових заходів, спрямованих на боротьбу за права ЛГБТ.
Законопроєктом також передбачалися штрафи в розмірі до 1 700 гривень для громадян і 1700-8500 для юридичних осіб за «спрямовану на дітей пропаганду гомосексуальності», яка, згідно з документом, може негативно відобразитися на фізичному і психічному здоров'ї дітей, їхньому моральному і духовному розвитку. Пропаганда гомосексуальності, що виражається в публічній демонстрації гомосексуального способу життя і гомосексуальної поведінки карається штрафом від 8 500 до 11 900 гривень. Крім того, законопроєкт припускав і кримінальну відповідальність у вигляді арешту до 3 років або позбавлення волі на термін від 3 до 5 років у разі повторення впродовж року відповідних правопорушень.
У червні 2012 року Профільний комітет Верховної Ради зі свободи слова й інформації підтримав законопроєкт Вадима Колесніченка і рекомендував парламенту прийняти його. Тим не менш, згідно з даними на сайті Верховної ради, законопроєкт № 10290 був відкликаний 12 грудня 2012 року. Проте вже 24 грудня 2012 року Колесніченко разом зі своєю помічницею Яною Салмін внесли новий законопроєкт № 1155 «Про заборону спрямованої на дітей пропаганди одностатевих сексуальних стосунків», який представляв з себе допрацьовану версію старого законопроєкту, що не дійшов до голосування. 3 квітня 2013 року законопроєкт підтримали у Комітеті Верховної Ради з питань законодавчого забезпечення правоохоронної діяльності, і він був відправлений на розгляд до Ради на перше читання.
Нова редакція законопроєкту використала нове формулювання «пропаганди одностатевих сексуальних стосунків», під якою розумілася «умисна діяльність, яка має на меті і(чи) виражається в поширенні будь-якої позитивній інформації про одностатеві сексуальні стосунки, що може негативно вплинути на фізичне і психічне здоров'я, моральний і духовний розвиток дитини, у тому числі, сформувати у нього неправдиві уявлення про соціальну рівноцінність традиційних і нетрадиційних шлюбних стосунків, а в майбутньому вплинути на вибір сексуальної орієнтації».
Врешті-решт, 28 лютого 2014 року Верховна рада зняла законопроєкт Колесніченка з розгляду.

### Законопроєкт Журавського
7 липня 2012 року у Верховну Раду був внесений третій законопроєкт № 10729 «Про внесення змін до Кодексу України про адміністративні правопорушення відносно встановлення відповідальності за пропаганду гомосексуальності». Автор законопроєкту Віталій Журавський (Партія регіонів) запропонував ввести штрафи за пропаганду гомосексуальних і бісексуальних стосунків, а також трансгендерності.
У законопроєкті пропаганда гомосексуальності й трансгендерності визначалася як «поширення інформації, здатної завдати шкоди моральному й духовному розвитку населення, у тому числі сформувати спотворені уявлення про соціальну рівноцінність традиційних і нетрадиційних шлюбних стосунків». Такі дії, згідно з законопроєктом, повинні були каратися штрафами від 500 до 900 неоподатковуваних мінімумів доходів громадян(8500-15300 гривень).
У жовтні 2012 року Журавський подав заяву на відкликання власного законопроєкту. Згідно з даними на сайті Верховної ради, законопроєкт № 10729 був офіційно відкликаний 12 грудня 2012 року.

### Законопроєкти Мазурашу
22 липня 2020 року у Верховну Раду народними депутатами Георгієм Мазурашем та Оленой Лис був внесений законопроєкт № 3917 «Про внесення змін до Кодексу України про адміністративні правопорушення щодо відповідальності за пропаганду гомосексуалізму та трансгендеризму». Законопроєкт предбачає доповнонення Кодексом про адміністративні правопорушення спеціальною статтею 180 підпункт 2 «Пропаганда гомосексуалізму або трансгендеризму, що може негативно вплинути на фізичне чи психічне здоров'я, моральний чи духовний стан та розвиток людини». За порушення передбачене покарання штрафом у вигляді тисячі неоподаткованих мінімумів доходів громадян для приватних осіб (17 тисяч гривень) і трьох тисяч мінімумів для юридичних осіб (51 тисяча). Законопроєкт був знятий з розгляду 2 лютого 2021 року.
19 листопада 2021 року був внесений законопроєкт № 6327 «Про внесення змін до Кодексу України про адміністративні правопорушення щодо відповідальності за пропаганду відхилень від конституційних норм сім'ї, дитинства, материнства і батьківства». Авторами є група депутатів від «Слуги народу» та «За майбутнє». Законопроєктом пропонується КУпАП доповнити новою статтею — «Пропаганда педофілії, гомосексуалізму та трансгендеризму». Нею передбачається, що така пропаганда тягне за собою накладення штрафу у розмірі 1 тис. неоподатковуваних мінімумів доходів громадян (17 тис. грн) на громадян (фізичних осіб) та у розмірі 3 тис. неоподатковуваних мінімумів доходів громадян (51 тис. грн) накладення штрафу на юридичних осіб. При цьому у статті пропонується визначити, що під педофілією слід розуміти стосунки сексуального характеру між повнолітньою особою та особою, що не досягла 16-річного віку. Під пропагандою педофілії, вказують автори законопроєкту, слід розуміти, зокрема:
- публічне визнання педофілії одним із варіантів норми;
- публічне заперечення наявності негативних наслідків для дітей, які постраждали від педофілії, або визнання, що за наявності добровільної згоди дитини педофілія не є шкідливою;
- виготовлення, розповсюдження, демонстрація фільмів чи інших відеоматеріалів (зокрема, мультфільмів), що містять стосунки сексуального характеру між повнолітньою особою та особою, що не досягла 16-річного віку.

Під гомосексуалізмом, вказується у законопроєкті, слід розуміти стосунки сексуального характеру між особами однієї статі. Під пропагандою гомосексуалізму, згідно з текстом, слід розуміти, зокрема:
- виготовлення та/або поширення, а також публічне використання продукції, що містить ЛГБТ-символіку;
- публічну демонстрацію стосунків сексуального характеру між особами однієї статі або виготовлення, розповсюдження, демонстрацію фільмів чи інших відеоматеріалів (зокрема, мультфільмів), що містять стосунки сексуального характеру між особами однієї статі.

Під трансгендеризмом слід розуміти самоідентифікацію особи не відповідно до її біологічної статі. Під пропагандою трансгендеризму, зазначається в законопроєкті, слід розуміти, зокрема, рекламу гормональної терапії чи хірургічної операції зі зміни статі або заклики до використання такої продукції чи послуг. Станом на липень 2022 року, законопроєкт включений до порядку денного шостої сесії IX скликання.
У відповідь на цей законопроєкт народною депутаткою Інною Совсун був внесений альтернативний законопроєкт № 6327-1 «Про внесення змін до Кодексу України про адміністративні правопорушення та Кримінального кодексу України для протидії проявам дискримінації».

## Реакції на законопроєкти

### Критика законопроєктів
У липні 2012 року, після того як законопроєкт № 10290 був підтриманий Профільним комітетом Верховної Ради, 35 депутатів Парламентської асамблеї Ради Європи підписали декларацію, що закликає Раду відхилити цей законопроєкт. На їхню думку, законопроєкт є дискримінаційним по відношенню до ЛГБТ, а Україна, як і усі інші країни-члени Ради Європи повинні вжити заходи для заохочення толерантності в школі, у тому числі і надаючи об'єктивну інформацію з питань сексуальної орієнтації і гендерної ідентичності.
Організація Об'єднаних Націй також виступила з критикою законопроєкту. 5 жовтня 2012 року речник Верховного комісара ООН з прав людини Руперт Колвілль оприлюднив повідомлення Верховного комісара ООН з прав людини щодо ухвалення 2 жовтня 2013 року Верховною Радою України у першому читанні закону № 8711, в якому, зокрема, було відмічено, що закон є «явно дискримінаційним і суперечить взятим на себе Україною міжнародних зобов'язань щодо забезпечення свободи слова та інформації», а також як такий, що може «обмежити право на охорону здоров'я та рівності перед законом, і викликає серйозні запитання щодо приєднання країни до фундаментальних цінностей прав людини, що містяться в Міжнародному пакті про громадянські і політичні права та Європейській конвенції про захист прав людини і основних свобод».
У жовтні 2012 року після прийняття Верховною Радою законопроєкту № 8711 в першому читанні міжнародна організація Amnesty International закликала український парламент не ухвалювати законопроєкт у другому читанні. На думку «Міжнародної Амністії», цей законопроєкт порушує права ЛГБТ і обмежує дітей у їхньому праві шукати, отримувати, поширювати будь-яку інформацію та ідеї. Крім того, організація підкреслює, що ухвалення цього закону порушує ряд міжнародних зобов'язань України, зокрема Міжнародний пакт про громадянські і політичні права, Європейську конвенцію про захист прав людини і основних свобод, Конвенцію про права дитини, а також суперечить рекомендаціям Європейського суду з прав людини і Комітету Організації Об'єднаних Націй з прав людини. Комісар Ради Європи з прав людини Нілс Муйжніекс також попросив парламент України не ухвалювати законопроєкт.
Міністерство закордонних справ України закликало Верховною Раду не ухвалювати законопроєкт № 8711, а у разі його прийняття у повному обсязі врахувати інтереси сексуальних меншин. За словами директора департаменту МЗС України з питань інформаційної політики Олега Волошина, за цією законодавчою ініціативою стоїть «специфічне відношення депутатів до сексуальних меншин».
Експертна рада з питань свободи інформації і захисту конфіденційності при Представникові Уповноваженого з питань доступу до публічної інформації і захисту персональних даних у жовтні 2012 року також зажадала від Верховної Ради відхилити ухвалений в першому читанні законопроєкт № 8711, а також і інші аналогічні законопроєкти унаслідок відсутності чіткого визначення «пропаганди гомосексуальності» і протиріччя статті 34 Конституції України, згідно якої обмеження свободи слова можливо тільки в інтересах національної безпеки, територіальної цілісності або громадського порядку, а також в цілях запобігання безладів або злочинів, для охорони здоров'я населення, для захисту репутації або права інших осіб, запобіганню розголошування інформація, отриманих конфіденційно, або забезпечення авторитету і безсторонності правосуддя.
Уповноважена Верховної Ради України з прав людини Валерія Лутковська назвала законопроєкт № 8711 недосконалим. На її думку, відсутність у документі чіткого тлумачення «пропаганди гомосексуальності» може привести до надмірного обмеження прав людину і до зловживань з боку посадовців. У лютому 2013 року Лутковська під час розгляду законопроєкту, що отримав новий № 0945, в Комітеті Верховної Ради з питань свободи слова і інформації на доопрацюванні до другого читання закликала відхилити законопроєкт або накласти на нього вето.
У лютому 2013 року міжнародні організації Human Rights Watch і Equal Rights Trust, а також 22 українські неурядові організації у спільній заяві звернулися до керівництва Європейського Союзу з проханням у рамках саміту Україна-ЄС виступити проти гомофобних законопроєктів № 0945 і № 1155 і закликати українську владу припинити дискримінацію ЛГБТ.
За словами керівника «Гей-Форуму України» Святослава Шеремета, законопроєкти про заборону пропаганди гомосексуальності є проявом недалекоглядності політиків, оскільки подібні закони не знищать самих гомосексуалів, проте зроблять неможливою пропаганду безпечного сексу.

### Підтримка законопроєктів
Законопроєкти проти пропаганди гомосексуальності підтримує також глава громадського руху «Любов проти гомосексуальності» Руслан Кухарчук. У квітні 2009 року рухом «Любов проти гомосексуальності» був розпочатий всеукраїнський збір підписів за ухвалення законопроєкту № 8711 по заборону пропаганди гомосексуальності. До літа 2010 року вже було зібрано більше 60 тисяч підписів.
У травні 2013 року біля будівлі Верховної Ради пройшов мітинг за участю декількох сотень осіб. Мітингуючі виступали проти ухвалення закону про протидію дискримінації, що забороняє дискримінацію на робочому місці, у тому числі і за ознакою сексуальної орієнтації і гендерної ідентичності, а також за ухвалення законопроєкту № 8711 про заборону пропаганди гомосексуальності.
У червні 2013 року Українська православна церква Київського патріархату на Помісному соборі у Києві прийняла декларацію «Про негативне відношення до гріха содомії(гомосексуальності), його пропаганди в суспільстві і так званих одностатевих шлюбах», в якій засудила пропаганду гомосексуальності. «Кожен православний християнин, хто підтримує і схвалює „узаконення“ содомського гріха, підпадає під прокляття Содома і під анафему Апостола Павла і відлучає себе від Церкви. Ми категорично проти того, щоб гомосексуальний спосіб життя і поведінки трактувалися як природні, нормальні і корисні для суспільства і особи. Ми проти того, щоб содомія пропагувалася як варіант норми статевого життя і щоб держава залучала своїх громадян до одностатевих сексуальних стосунків», — говориться в документі.